# 深谷城
深谷城（ふかやじょう）は、埼玉県深谷市本住町（武蔵国榛沢郡深谷）にあった日本の城（平山城）。城跡は埼玉県指定旧跡、また外堀（外濠）の一部が深谷市指定史跡。

## 概要
康正2年（1456年）に深谷上杉氏の上杉房憲が台地の北端部付近に築いたものである。
天正18年（1590年）、豊臣秀吉の小田原征伐で開城するまで、深谷上杉氏の居城であったが、徳川家康の関東入部に伴い、長沢松平家の松平康直が1万石で入城した。
その後、家康の七男松千代、兄の六男忠輝が継いだ。しかし、忠輝は慶長7年（1602年）に下総佐倉へ転封となり、慶長15年（1610年）に桜井松平氏の松平忠重が入封したが（『寛永諸家系図伝 第一』 続群書類従完成会、によれば、「8千石を領ず」と記される）、元和8年（1622年）上総国佐貫へ移封された。
その後酒井忠勝が1万石を領有して入封したが（『寛永諸家系図伝 第一』に、「7千石を加えて給わって、深谷城を領ず」とある）、寛永4年（1627年）に武蔵国川越へ移封となり、深谷藩は廃藩となり、寛永11年（1634年）に廃城となった。

## 現況

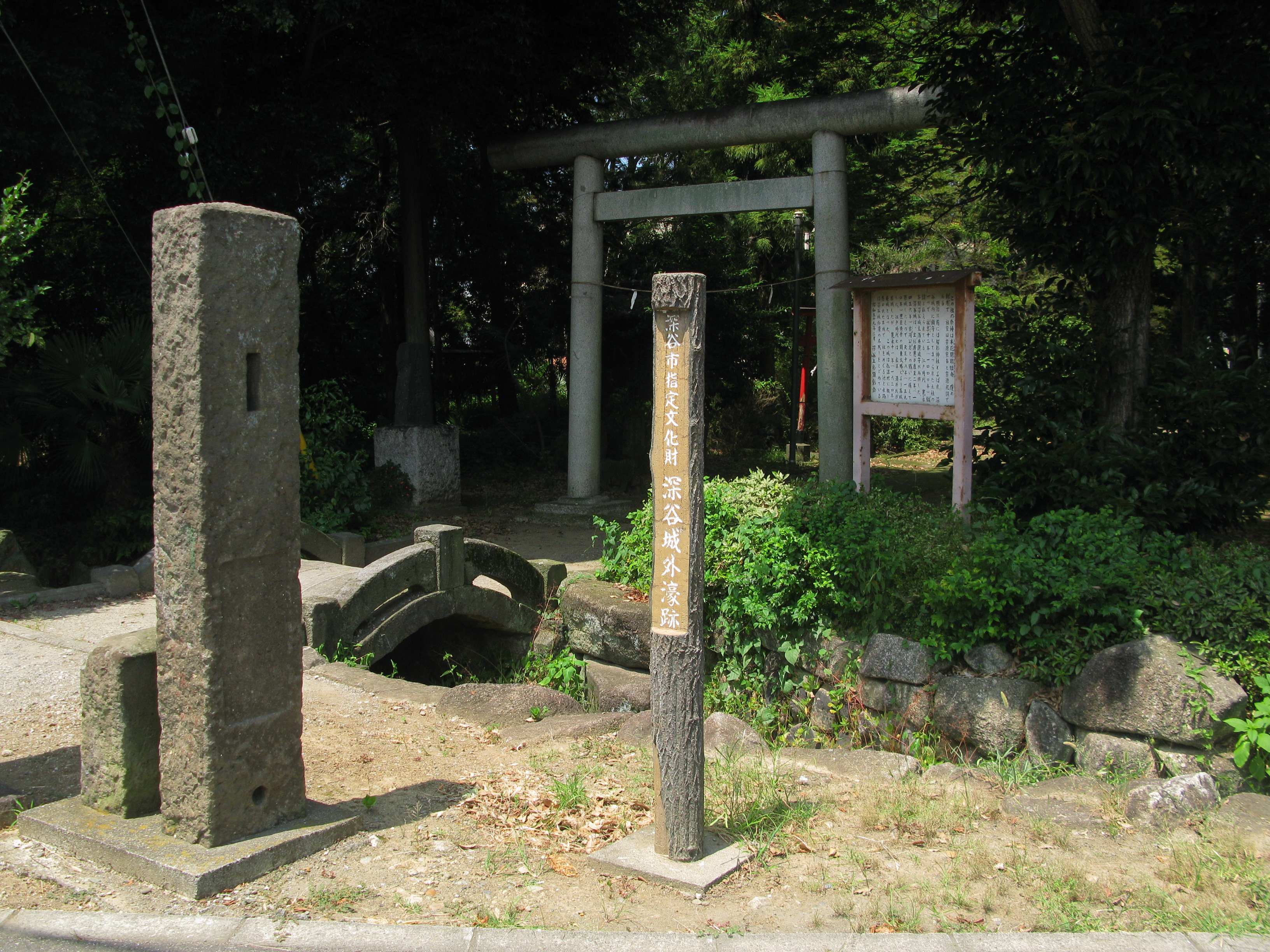
外濠跡

1924年（大正13年）に県指定旧跡となり、城址公園として整備されているが、遺構の多くは埋没している。模擬石垣・塀・堀が造られている。また隣接する富士浅間神社の周囲には1958年（昭和33年）に市指定史跡に指定された外堀跡が残っている。